# Hrabiowie Halifaksu
Hrabiowie Halifax 1. kreacji (parostwo Anglii)
- patrz: markiz Halifaksu

Hrabiowie Halifax 2. kreacji (parostwo Wielkiej Brytanii)
- dodatkowe tytuły: wicehrabia Sunbury, baron Halifax
- 1714–1715: Charles Montagu, 1. hrabia Halifaksu

Hrabiowie Halifax 3. kreacji (parostwo Wielkiej Brytanii)
- dodatkowe tytuły: wicehrabia Soulbury, baron Halifax
- 1715–1739: George Montagu, 1. hrabia Halifaksu
- 1739–1771: George Montagu-Dunk, 2. hrabia Halifaksu

Baroneci Wood of Barnsley
- 1784–1795: Francis Wood, 1. baronet
- 1795–1846: Francis Lindley Wood, 2. baronet
- 1846–1885: Charles Wood, 3. baronet

Wicehrabiowie Halifax 2. kreacji (parostwo Zjednoczonego Królestwa)
- 1866–1885: Charles Wood, 1. wicehrabia Halifaksu
- 1885–1934: Charles Wood, 2. wicehrabia Halifaksu
- 1934–1959: Edward Frederick Lindley Wood, 3. wicehrabia Halifaksu

Hrabiowie Halifax 4. kreacji (parostwo Zjednoczonego Królestwa)
- dodatkowe tytuły: wicehrabia Halifaksu, baron Irwin
- 1944–1959: Edward Frederick Lindley Wood, 1. hrabia Halifaksu
- 1959–1980: Charles Ingram Courtenay Wood, 2. hrabia Halifaksu
- 1980 -: Charles Edward Peter Neil Wood, 3. hrabia Halifaksu

Najstarszy syn 3. hrabiego Halifax: James Charles Wood, lord Irwin